# أنطونيو ايسبوسيتو (لاعب كرة قدم)
أنطونيو ايسبوسيتو (بالإيطالية: Antonio Esposito)‏ (5 سبتمبر 1990 في إيطاليا - ) هو لاعب كرة قدم إيطالي في مركز الظهير. لعب مع إنتر ميلان ونادي بادوفا ونادي بياتشينزا ونادي تريفيزو ونادي سبيزيا ونادي مونزا.

## وصلات خارجية
- أنطونيو ايسبوسيتو (لاعب كرة قدم) على موقع قاعدة بيانات كرة القدم.إي يو (الإنجليزية)
- أنطونيو ايسبوسيتو (لاعب كرة قدم) على موقع Soccerway.com (الإنجليزية)